# Mesa, Arizona
Acest articol se referă la orașul Mesa, din zona metropolitană Phoenix, statul  Arizona,  Statele Unite ale Americii. Pentru alte sensuri posibile ale numelui vedeți Mesa (dezambiguizare).
Mesa este un oraș din Comitatul Maricopa, statul Arizona, parte componentă a Zonei Metropolitane Phoenix - Mesa - Scottsdale.  Mesa este cel de-al treilea cel mai populat oraș al Arizonei după Phoenix și Tucson. 
Mesa este unul dintre orașele Statelor Unite cu cea mai rapidă rată de creștere a populației fiind cel de-al patruzeci și unulea pe o listă a tuturor orașelor din SUA.  În 2005, la jumătatea unei decade între două recensământe, Census Bureau a estimat populația orașului a fi de 442.780. De fapt, Mesa are o populație mai mare decât alte orașe centrale ale unor alte zone metropolitane așa cum ar fi St. Louis, Missouri, Miami, Florida sau Pittsburgh, Pennsylvania.  Este cel de-al doilea cel mai populat oraș suburban din Statele Unite și al treilea din America de Nord, după Mississauga, Ontario, și Long Beach, California.
Recentul terminat Centru de Arte al orașului Mesa (Mesa Arts Center) și viitorul tren intra-urban legând cele două downtown ale orașelor Phoenix și Mesa sunt așteptate să contribuie la învigorarea centrului orașului. Partea de este a orașului, East Mesa, și în special zona Las Sendas, conține una dintre cele mai scumpe case construite la comandă din întreg orașul. 
În orașul Mesa, echipa Chicago Cubs din Major League Baseball se antrenează de-a lungul perioadei cunoscută ca Spring Training.
Mesa a fost fonată în ianuarie 1878 de pionierii mormoni (cunoscuți sub numele pe care ei înșiși și l-au dat, Latter-day Saint ori LDS). Astăzi populația constă în aproximativ o zecime mormoni.  Biserica mormonă are în Mesa unul din cele mai vechi temple ale sale, the Mesa Arizona Temple, orașul fiind un loc de întâlnire a Latter-day Saints care locuiesc în Zona Metropolitană Phoenix, ZMP.    
Mesa este considerată a avea printre cele mai bune școli din ZMP.